# Giorgos Papakonstantinou
Giorgos Papakonstantinou (in greco Γιώργος Παπακωνσταντίνου?; Atene, 30 ottobre 1961) è un politico greco, membro del Movimento Socialista Panellenico.
Il 7 ottobre 2009 ha assunto la carica di Ministro delle finanze nel governo di George Papandreou.
Il 23 aprile del 2010 Papaconstantinou annunciò che la Grecia non poteva pagare il tasso di interesse sui titoli del debito pubblico in scadenza il 19 maggio successivo scatenando il panico sui mercati finanziari europei. Sull'ondata di vendite seguita alla dichiarazione d'insolvenza si mosse la speculazione che riuscì ad influenzare l'andamento dei titoli di stato di Spagna e Portogallo. Il 27 aprile l'agenzia di rating Standard & Poor's provvedeva a declassare il rating della Grecia come junk, ovvero come spazzatura. L'euro subiva un deprezzamento nei confronti del dollaro.

## Studi e carriera
Papakonstantinou conseguì il dottorato in scienze economiche presso la London School of Economics dopo di che trascorse sei anni in servizio presso l'Organizzazione per la Cooperazione e lo Sviluppo Economico di Parigi.
Nel 1998 il primo ministro di Grecia, Kostas Simitis lo nominava suo consigliere.
Nel 2003 ottenne la cattedra di scienze economiche presso l'Università di Atene.
Nel 2007 fu eletto al Parlamento greco dopo la vittoria elettorale nella prefettura di Kozani. Due anni più tardi fu eletto europarlamentare.

## Vita privata
Papakonstantinou è sposato con Jacoline Vinke, una scrittrice di guide turistiche di nazionalità olandese. La coppia ha due figli, Nicolas e Stefanos.